# Альфред Кляйндінст
Альфред Кляйндінст (нім. Alfred Kleindienst; 16 листопада 1893 Луцьк, Волинська губернія, Російська імперія — 23 листопада 1978 Аугсбург, Баварія, ФРН) — євангельсько-лютеранський священнослужитель, очільник Лодзької євангельської церкви.

## Життєпис
Альфред Кляйндінст вивчав богослов'я з 1912 по 1916 рік в Дерптському університеті. У 1917 році став вікарієм у Царському Селі, а 17 квітня 1918 року був рукоположений у Москві. З 1918 по 1921 рік служив пастором у селі Галка на Волзі, після чого повернувся до рідної громади в Луцьку, де був пастором до жовтня 1938 року. Його діяльність з відбудови після Першої світової війни охоплювала всю німецько-євангельську етнічну групу (волинських німців) на польській Волині. За це євангельсько-богословський факультет Вроцлавського університету у 1936 році надав йому звання почесного доктора.
У 1935 році Кляйндінст заснував «Робочу групу німецьких пасторів» в рамках Аугсбурзької церкви в Польщі та очолив її. Центром групи стала Лодзька конференція, яка особливо виступала проти полонізаційних зусиль польської держави та польського єпископа Юліуша Бурше. У 1936 році президент Ігнацій Мосціцький видав декрет, без участі громад, про новий церковний закон для Євангельсько-Аугсбурзької церкви, який відмовляв німецькій більшості у рівноправності та містив явно антинімецькі положення. Вся Аугсбурзька церква була поставлена під державний нагляд. Коли Кляйндінст організував опозицію проти цього закону, Бурше, у співпраці з воєводськими чиновниками, через «формальну помилку» домігся позбавлення його польського громадянства. У лютому 1939 року Кляйндінст був змушений покинути Луцьк. Він оселився у Варшаві і як «не польський громадянин» був викреслений зі списку пасторів Аугсбурзької церкви.
Після вторгнення німецьких військ та окупації Польщі у вересні 1939 року, коли виникла самостійна Лодзька (Ліцманнштадтська) євангельська церква з власною консисторією, Церковне зовнішнє відомство (Kirchliche Außenamt) доручило Кляйндінсту її керівництво. Незважаючи на це, він проявив себе як противник націонал-соціалізму, виступав проти антицерковних нападів гауляйтера Артура Грайзера та його представників, а також заступався за Юліуша Бурше та польських пасторів, ув'язнених у концентраційних таборах. Після війни, за доносом п'яти польських священиків, які стверджували, що через нього потрапили до концтабору, американська влада заарештувала його та видала Польщі. Заступництва земельного єпископа Теофіла Вурма, архієпископа Кентерберійського та інших спочатку не мали успіху. Лише 21 травня 1948 року окружний суд у Лодзі виправдав Кляйндінста за всіма звинуваченнями. Він переїхав до Баварії і з 1949 по 1959 рік служив пастором в Аугсбурзі. Баварська консисторія надала йому титул Кірхенрата (церковного радника). У 1959 році він вийшов на пенсію. Помер у листопаді 1978 року в Аугсбурзі та був похований на тамтешньому протестантському цвинтарі.

## Праці
- Eduard Kneifel. Zum Heimgang von Kirchenrat Dr. Alfred Kleindienst. — Weg und Ziel. Mitteilungsblatt des Hilfskomitees der evang.-luth. Deutschen aus Polen. — 1979. — С. 5–7.
- Крістіан Вайз: Альфред Кляйндінст. Біографічно-бібліографічний церковний словник. Том 19, Баутц, Нордгаузен 2001, ISBN 3-88309-089-1, С. 804-809.